# (473118) 2015 HS176
(473118) 2015 HS176 es un asteroide perteneciente al cinturón exterior de asteroides, descubierto el 11 de agosto de 2004 por el equipo del Campo Imperatore Near-Earth Object Survey desde el Observatorio de Campo Imperatore, L'Aquila (Abruzzo), Italia.

## Designación y nombre
Designado provisionalmente como 2015 HS17.

## Características orbitales
2015 HS176 está situado a una distancia media del Sol de 3,238 ua, pudiendo alejarse hasta 4,066 ua y acercarse hasta 2,411 ua. Su excentricidad es 0,255 y la inclinación orbital 26,49 grados. Emplea 2129 días en completar una órbita alrededor del Sol.

## Características físicas
La magnitud absoluta de 2015 HS176 es 16,2.